# Okręg wyborczy Whitehaven
Okręg wyborczy Whitehaven powstał w 1832 r. i wysyłał do brytyjskiej Izby Gmin jednego deputowanego. Okręg obejmował miasto Whitehaven w Cumberlandzie i jego okolice. Okręg został zniesiony w 1983 r.

## Deputowani do brytyjskiej Izby Gmin z okręgu Whitehaven
- 1832–1847: Matthias Attwood
- 1847–1857: Robert Hildyard
- 1857–1865: George Lyall
- 1865–1891: George Cavendish-Bentinck, Partia Konserwatywna
- 1891–1892: James Bain
- 1892–1895: Thomas Little
- 1895–1906: Augustus Helder
- 1906–1910: William Burnyeat
- 1910–1910: John Arthur Jackson
- 1910–1918: Thomas Richardson
- 1918–1922: James Augustus Grant, Partia Konserwatywna
- 1922–1924: Thomas Duffy
- 1924–1929: Robert Hudson, Partia Konserwatywna
- 1929–1931: Morgan Price
- 1931–1935: William Nunn, Partia Konserwatywna
- 1935–1959: Frank Anderson, Partia Pracy
- 1959–1970: Joseph Symonds, Partia Pracy
- 1970–1983: Jack Cunningham, Partia Pracy